# Église Saint-Ouen de Bouchevilliers
Pour les articles homonymes, voir Église Saint-Ouen.
L'église Saint-Ouen est une église catholique située à Bouchevilliers, dans le département de l'Eure, en France.

## Localisation
L'église est située dans la commune de Bouchevilliers mais hors du village, 1 rue du Hameau.

## Historique
L'édifice est daté du XVIe siècle et le pignon est reconstruit aux XVIIIe siècle.
L'édifice est classé au titre des monuments historiques depuis le 23 octobre 1961.

## Architecture et mobilier
L'édifice possède des boiseries et des vitraux de Jacques Villon.